# Municipio de Prairie (condado de Randolph)
El municipio de Prairie (en inglés: Prairie Township) es un municipio ubicado en el condado de Randolph en el estado estadounidense de Misuri. En el año 2010 tenía una población de 4259 habitantes y una densidad poblacional de 18,35 personas por km².

## Geografía
El municipio de Prairie se encuentra ubicado en las coordenadas 39°19′19″N 92°24′8″O / 39.32194, -92.40222. Según la Oficina del Censo de los Estados Unidos, el municipio tiene una superficie total de 232.1 km², de la cual 231,88 km² corresponden a tierra firme y (0,1 %) 0,23 km² es agua.

## Demografía
Según el censo de 2010, había 4259 personas residiendo en el municipio de Prairie. La densidad de población era de 18,35 hab./km². De los 4259 habitantes, el municipio de Prairie estaba compuesto por el 85,7 % blancos, el 12,28 % eran afroamericanos, el 0,28 % eran amerindios, el 0,42 % eran asiáticos, el 0,12 % eran de otras razas y el 1,2 % eran de una mezcla de razas. Del total de la población el 1,17 % eran hispanos o latinos de cualquier raza.